# Edipo (nome)
Edipo  è un nome proprio di persona italiano maschile.

## Varianti
- Maschili: Edippo[1]

### Varianti in altre lingue
- Albanese: Edipi
- Basco: Edipo
- Bielorusso: Эдып (Ėdyp)
- Bulgaro: Едип (Edip)
- Catalano: Èdip[5]
- Croato: Edip
- Danese: Ødipus
- Francese: Œdipe
- Greco antico: Οἰδίπους (Oidipous)[6]
- Greco moderno: Οιδίποδας (Oidipodas)
- Inglese: Oedipus
- Islandese: Ödípús
- Latino: Oedipus[1][6]
- Lettone: Edips
- Lituano: Edipas
- Lussemburghese: Ödipus
- Macedone: Едип (Edip)
- Norvegese: Ødipus
- Olandese: Oedipus
- Polacco: Edyp
- Portoghese: Édipo
- Rumeno: Oedip
- Russo: Эдип (Ėdip)
- Serbo: Едип (Edip)
- Spagnolo: Edipo[5]
- Tedesco: Ödipus
- Ucraino: Едіп (Edip)
- Ungherese: Oidipusz

## Origine e diffusione

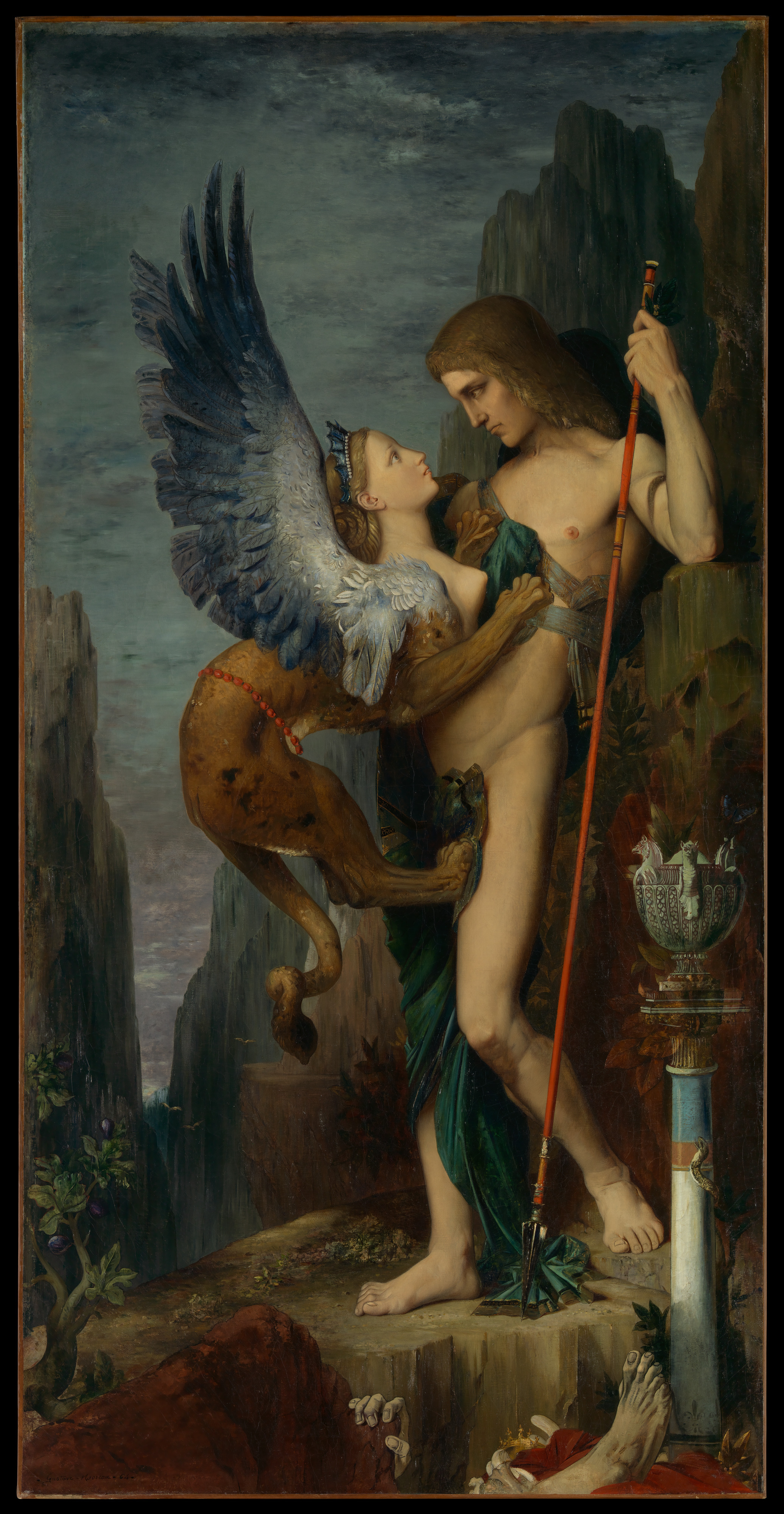
Edipo e la Sfinge, di Gustave Moreau

Nome di matrice classica, riprende quello di Edipo, un noto personaggio della mitologia greca, la cui storia ha ispirato diverse tragedie e melodrammi. Secondo la leggenda, suo padre Laio lo lasciò a morire ferendolo ai piedi, per evitare che si avverasse la profezia secondo la quale il bambino avrebbe ucciso suo padre e sposato sua madre; dopo varie peripezie - come l'incontro con la sfinge - Edipo, ignaro di tutto, compì effettivamente quanto preannunciato
Etimologicamente parlando, deriva dal greco Οἰδίπους (Oidipous), composto da οἰδέω (oideo, "gonfiare") e πούς (pous, "piede"), con il significato di "piede gonfio", "dai piedi gonfi" per le ferite, in riferimento al mito (anche se alcune fonti sostengono che il nome fosse in origine un epiteto fallico).
In italia è diffuso pressoché solo in Toscana ed Emilia-Romagna, e si trova pronunciato sia come Èdipo che come Edìpo.

## Onomastico
L'onomastico si festeggia il 1º novembre, giorno di Ognissanti, in quanto il nome non è portato da alcun santo ed è quindi adespota.

## Persone
- Edipo Rodríguez, calciatore dominicano